# Museum der Träume Freuds

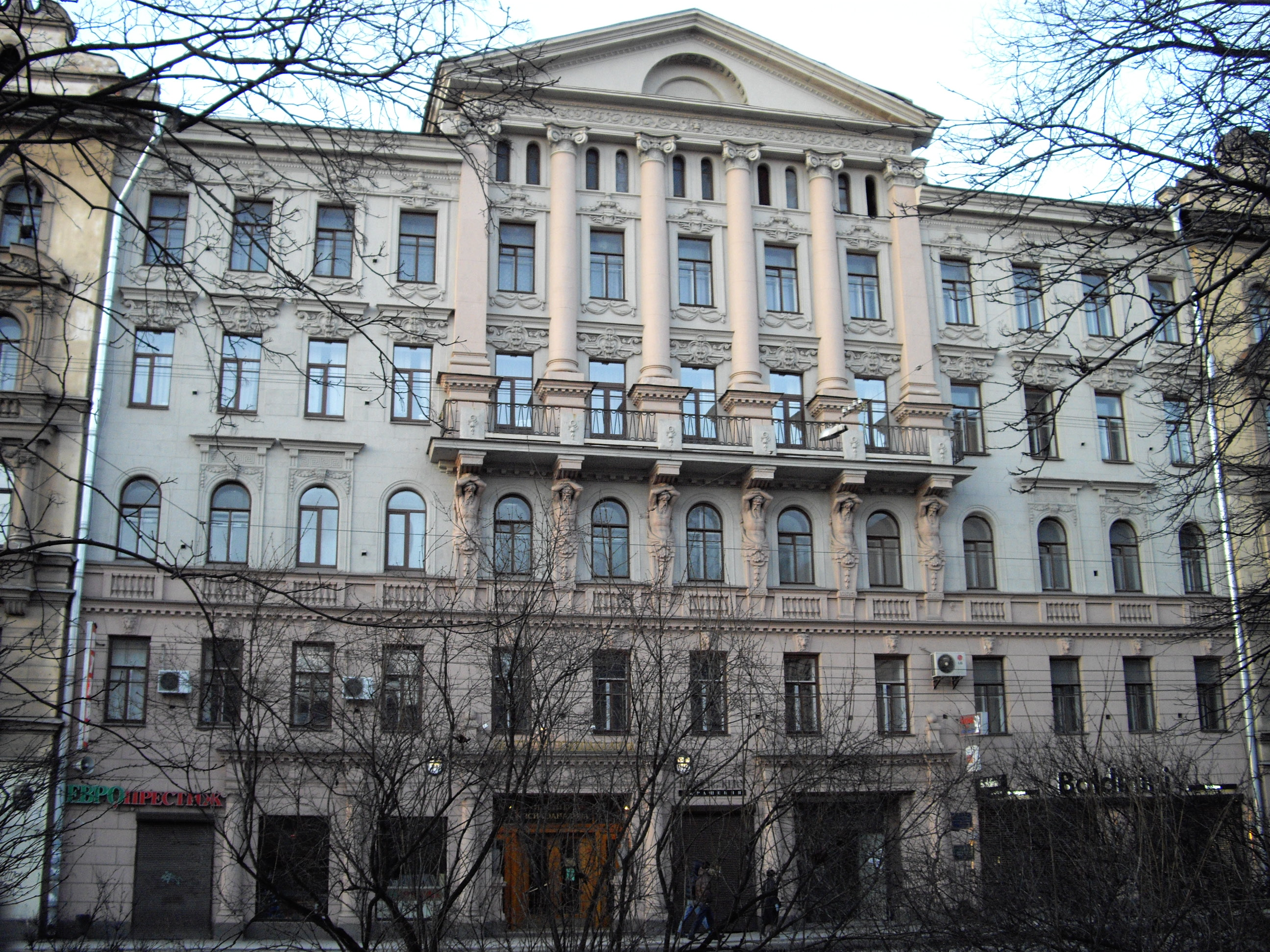
Das Gebäude am Bolschoi Prospekt, in dem sich das Museum befindet.

Das Museum der Träume Freuds (russisch Музей сновидений Фрейда) ist ein Museum in Sankt Petersburg. Es wurde anlässlich des 100. Jahrestags des Erscheinens der Freud’schen „Traumdeutung“ am 4. November 1999 eröffnet.
Das Museum besteht aus lediglich zwei Räumen, einem helleren, der zur Einführung, und einem stark abgedunkelten, der zum Träumen vorgesehen ist. Im ersten Raum hängen Vitrinen, in denen über Episoden aus Freuds Biografie informiert wird. Im zweiten Raum sind assoziative Bildinstallationen zu sehen. Das Museum hat stark begrenzte Öffnungszeiten, die sich auf den Dienstag- und den Sonntagnachmittag beschränken. Auch in den Semesterferien ist das Museum normalerweise geschlossen.